# Lebonichthys
Lebonichthys è un genere di pesci ossei estinti, appartenenti agli albuliformi. Visse nel Cretaceo superiore (Cenomaniano - Maastrichtiano, circa 100 - 67 milioni di anni fa) e i suoi resti fossili sono stati ritrovati in Medio Oriente e in Europa.

## Descrizione
Questo pesce era di forma slanciata e di dimensioni medio-piccole; solitamente non superava i 15 centimetri di lunghezza. Lebonichthys possedeva una pinna dorsale lunga e bassa, posta a circa metà del corpo, e una pinna caudale grande e biforcuta. Le pinne pelviche, piuttosto avanzate e poste sotto la pinna dorsale, erano di piccole dimensioni, mentre la pinna anale era molto arretrata e anch'essa di piccole dimensioni. Lebonichthys era dotato di un cleitro dal ramo dorsale corto e largo e dal ramo ventrale allungato. Le superfici laterali delle vertebre erano ornate da grandi alveoli separati da creste orizzontali. Le scaglie erano piccole e arrotondate, di tipo cicloide.

## Classificazione
Il genere Lebonichthys è stato descritto da Forey nel 1973 ed è noto per varie specie, la maggior parte delle quali provenienti dai sedimenti cretacei del Libano: la specie tipo è Lebonichthys gracilis (inizialmente descritta da Davis nel 1887 come Osmeroides gracilis) del Santoniano di Sahel Alma; le altre specie libanesi sono L. lewisi (Inizialmente descritta da Davis nel 1887 come Clupea lewisi) del Cenomaniano di Haqel, e L. namourensis del Cenomaniano di Ein Namoura. Un'altra specie, L. nardoensis, venne descritta da Taverne e Capasso nel 2012, e proviene dai terreni del Campaniano - Maastrichtiano di Nardò, in provincia di Lecce (Italia).
Lebonichthys è considerato un antico rappresentante degli albuliformi, un gruppo di pesci teleostei dalle caratteristiche arcaiche comprendenti alcune specie viventi ancora oggi; in particolare, sembra che Lebonichthys sia strettamente imparentato con il genere attuale Albula.